# Citizen (entreprise)
Citizen Watch Co. (シチズンホールディングス株式会社, Shichizun Hōrudingusu Kabushiki-gaisha) est une manufacture japonaise d'horlogerie haut de gamme fondée en 1930 par des entrepreneurs suisse et japonais. Elle est célèbre pour ses montres mécaniques traditionnelles ainsi que pour son système Eco-Drive. Citizen a notamment pour filiales l'entreprise horlogère de luxe suisse Frédérique Constant ainsi que la compagnie américaine Bulova.

## Historique
L'homme politique Gotō Shinpei fut à l'origine du nom de la marque de montres Citizen en 1924, qu'il avait nommée ainsi pour marquer son espoir que la montre, alors un objet de luxe, devienne accessible à tous.

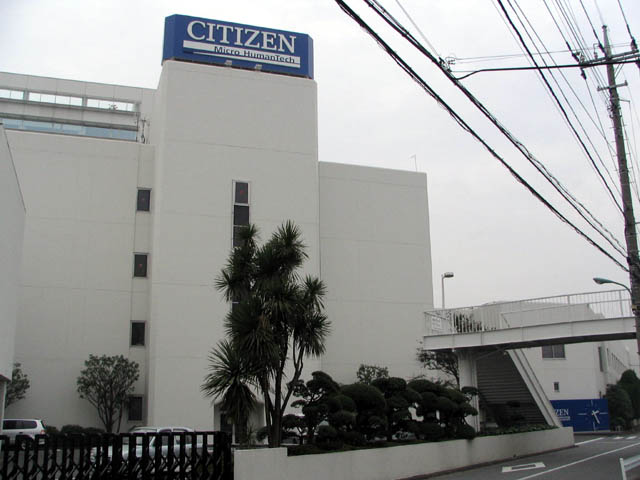
Siège de Citizen à Tanashi (Nishitōkyō) en 2005.
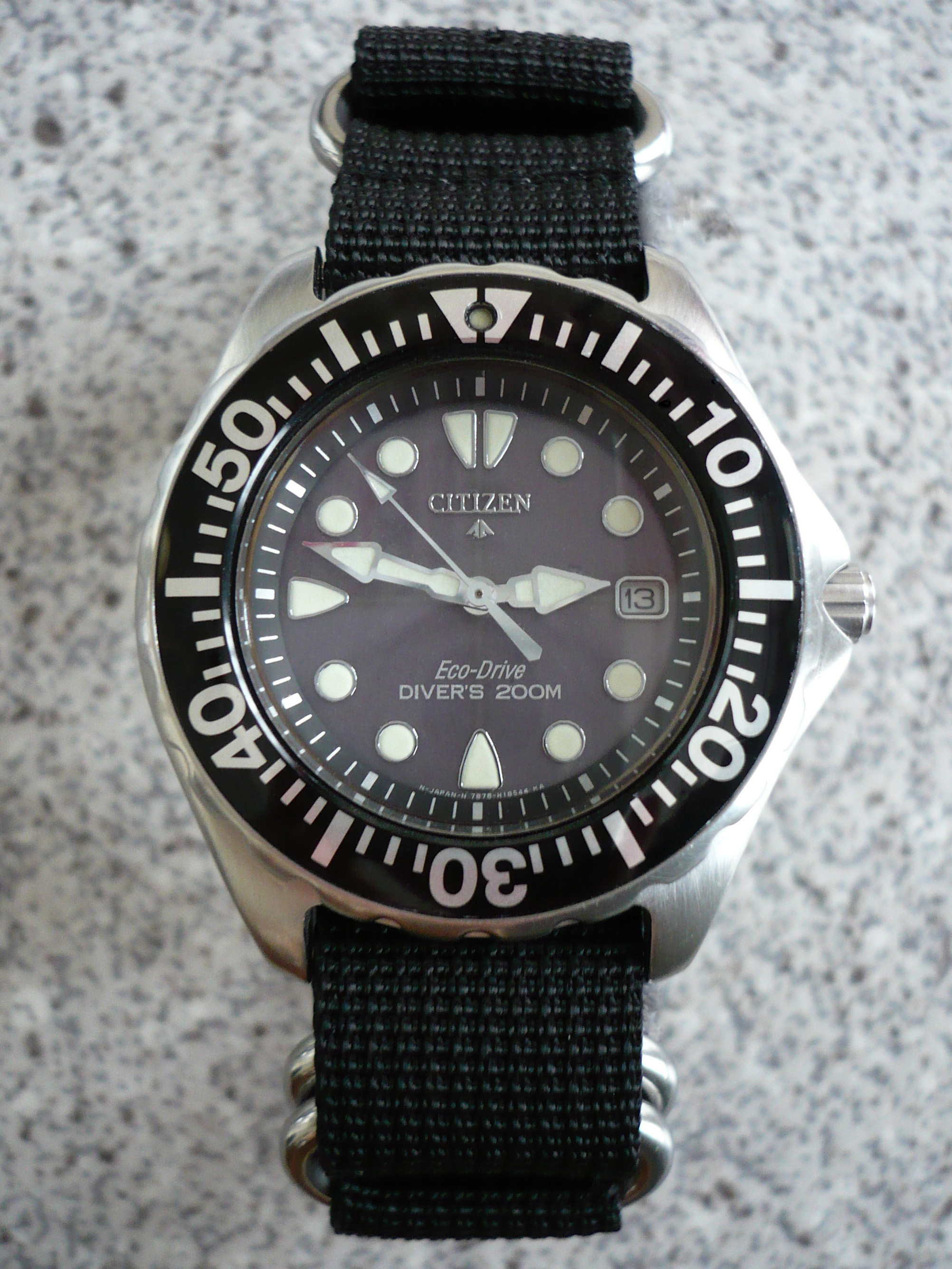
Citizen Promaster Eco-Drive AP0440-14F.
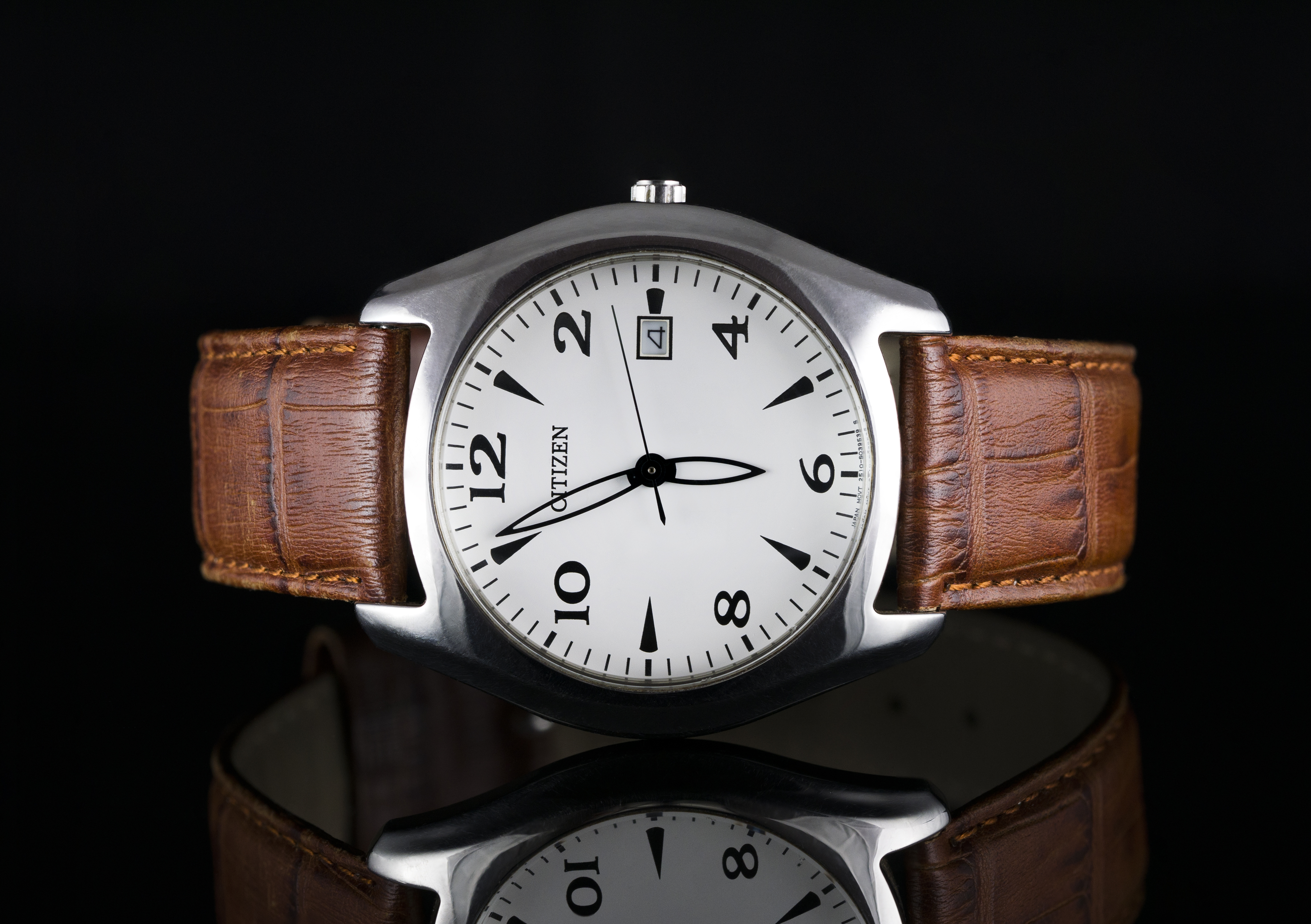
Citizen wristwatch.

## Technologies
La technologie Eco-Drive est l'innovation phare de la marque en 1976.

Cette technologie permet d'avoir une montre qui ne nécessite pas de changement de pile ou remontage, en fonctionnant grâce à l'énergie solaire photovoltaïque captée par de minuscules capteurs photovoltaïques placés sous la glace, et rechargeant la pile bouton de type accumulateur lithium-ion.